# Lijst van voetbalinterlands Angola - Botswana (vrouwen)
Deze lijst van voetbalinterlands is een overzicht van alle officiële voetbalinterlands tussen de nationale vrouwenteams van Angola en Botswana. De landen hebben tot nu toe twee keer tegen elkaar gespeeld. 

## Wedstrijden
| № | Plaats      | Datum           | Competitie                   | Wedstrijd         | Uitslag |
| - | ----------- | --------------- | ---------------------------- | ----------------- | ------- |
| 1 | Luanda      | 20 oktober 2021 | Afrika Cup 2022 kwalificatie | Angola − Botswana | 1 − 5   |
| 2 | Francistown | 26 oktober 2021 | Afrika Cup 2022 kwalificatie | Botswana − Angola | 2 − 0   |

## Samenvatting
| Competitie              | Totaal gespeeld | Winst Angola | Gelijk | Winst Botswana | Doelsaldo Angola – Botswana |
| ----------------------- | --------------- | ------------ | ------ | -------------- | --------------------------- |
| Afrika Cup kwalificatie | 2               | 0            | 0      | 2              | 1 − 7                       |
| Totaal                  | 2               | 0            | 0      | 2              | 1 − 7                       |